# Adam Stern
Adam James Stern (né le 12 février 1980 à London, Ontario, Canada) est un voltigeur de baseball qui joue dans les Ligues majeures de 2005 à 2010.

## Carrière
Adam Stern joue son premier match dans les majeures le 7 juillet 2005. Il obtient son premier coup sûr dans les grandes ligues le 15 juillet face aux Yankees de New York et cogne son premier circuit le 22 juillet aux dépens de Dustin Hermanson des White Sox de Chicago. Stern joue 56 parties en deux saisons (2005-2006) pour Boston, frappant dans une moyenne de,143 avec 5 coups sûrs, un circuit, 6 points produits et 7 points marqués. Il réussit de plus 2 vols de buts.
Le 3 octobre 2006, Stern est transféré aux Orioles de Baltimore pour compléter l'échange ayant envoyé Javy López à Boston. Il ne joue que deux matchs pour les Orioles, en 2007.
En janvier 2009, Adam Stern signe avec les Brewers de Milwaukee mais passe la saison en ligues mineures. Il joue ses 6 derniers matchs dans les majeures avec les Brewers durant la saison 2010.

### International
Adam Stern a fait partie de l'équipe du Canada ayant participé aux tournois olympiques de baseball des Jeux d'Athènes en 2004 et de Beijing en 2008.
Il a aussi représenté le Canada aux Classiques mondiales de baseball de 2006 et 2009. À l'édition de 2006 de cette compétition, il frappe un coup de circuit à l'intérieur du terrain dans la victoire inattendue du Canada, 8-6 sur les États-Unis.